# 中华细鲫
中华细鲫（学名：Aphyocypris chinensis）为輻鰭魚綱鯉形目鯝科细鲫属的鱼类。分布於日本、韓國、中国东部、东南部及西南各溪流等，常栖息于水田、沟渠、池塘、湖泊岸。该物种的模式产地在浙江。體長可達6公分。